# Хобгоблін, частина 1
«Гобґоблін», частина 1 (англ. The Hobgoblin, Part One) — одинадцята серія мультсеріалу  «Людина-павук» 1994 року.

## Сюжет
Норман Озборн наймає злочинця Гобґобліна щоб вбити Вілсона Фіска, КінґПіна, тому що той його шантажує. Але його рятує Пітер Паркер. Озборн звільняє Гобґобліна після того, як той провалює завдання. Тим часом Пітер оселяється у квартирі, яку йому подарував Гаррі Озборн, син Нормана Озборна. Пізніше Гобґоблін викрадає Гаррі та доставляє його до КінґПіна. Гобґоблін стає найманцем КінґПіна. Тим часом до Пітера несподівано приходить тітка Мей. У нього раптово спрацьовує павуче чуття. На квартиру нападає Гобґоблін і тітка Мей втрачає свідомість. Людина-павук вирушає за ним і потрапляє у будівлю, яку підриває Гобґоблін...

## У ролях
- Крістофер Деніел Барнс — Пітер Паркер/Людина-павук
- Лінда Гері — тітка Мей Паркер
- Сара Баллантайн — Мері Джейн Ватсон
- Марк Гемілл — Гобґоблін
- Роско Лі Браун — Вілсон Фіск/КінгПін
- Максвелл Колфілд — Елістер Сміт
- Едвард Еснер — Джона Джеймсон
- Родні Сальсберрі — Джо «Роббі» Робертсон
- Ніл Росс — Норман Озборн
- Гері Імгофф — Гаррі Озборн
- Патрік Лабіорто — Флеш Томпсон